# Monochamus scutellatus
Monochamus scutellatus is een boktorsoort die van nature voorkomt in Noord-Amerika. De ondersoort Monochamus scutellatus oregonensis wordt ook wel gezien als een aparte soort.

## Verspreiding

### Monochamus scutellatus scutellatus
Monochamus scutellatus scutellatus is de nominaatvorm van de soort en komt voor aan de Atlantische kust tussen Newfoundland en North Carolina en spreidt zich aan oostzijde uit naar de North Central States en komt voor tot in de streek van Minnesota tot Alaska.

### Monochamus scutellatus oregonensis
Monochamus scutellatus oregonensis komt voor aan de Pacifische kust van Canada en de Verenigde Staten.

## Voedsel
De volwassen dieren voeden zich met twijghars en noten die ze afvreten van levende naaldbomen. Larven worden geboren in jong dood hout of verrot hout van zieke bomen, waardoor ze zwammen bevorderen en daarom worden gezien als schadelijk. Om deze reden wordt bouwhout deels behandeld met insecticiden. Monochamus scutellatus oregonensis heeft een voorkeur voor Pseudotsuga, dennen en zilversparren, terwijl de nominaatvorm houdt van verschillende dennen, zilversparren- en sparrensoorten.